# Текстилна промишленост
Текстилна промишленост е отрасъл на леката промишленост, при който чрез преработка на растителни, изкуствени и синтетични текстилни влакна се произвеждат прежда, нишки и платове. Суровината може да е както с естествен произход, така и с изкуствен (продукт на химическата промишленост).
Секторът, под името производство на текстил и изделия от текстил, без облекло, е един от 34-те подотрасъла на преработващата промишленост в Статистическата класификация на икономическите дейности за Европейската общност.
В началото на 21 век на пазара на текстил и облеĸло преобладават азиатсĸите страни – на този регион принадлежат около 45% от световния износ на теĸстил и облекло. Най-големите износители на текстили към 2013 г. са: Китай (274 млрд. долара), Индия (40 млрд. долара), Италия (36 млрд. долара), Германия (35 млрд. долара), Бангладеш (28 млрд. долара) и Пакистан (27 млрд. долара).
Памукът е най-важното естествено влакно в света. През 2007 г. световният добив на памук възлиза на 25 милиона тона от 35 милиона хектара в повече от 50 страни. В България, памукотекстилната промишленост представлява 50% от текстилната продукция на страната.

## Промишлен процес

### Естествени влакна
Естествените влакна се набавят или от животни (овце, кози, зайци, копринени буби), или от минерали (азбест), или от растения (памук, лен, сизал). Растителните влакна могат да се извличат от семената (памук), стеблото (лен, юта) или листата (сизал). Без изключения, необходими са множество процеси, преди да се получи чиста суровина. С изключение на коприната, всяко от тези влакна е късо, достигащо максимум няколко сантиметра, и има груба повърхност.

### Изкуствени влакна
Изкуствени влакна могат да се създадат чрез екструдиране на полимер в среда, където да се втвърди. Полимерът може да се съдържа и в разтворител, който се изпарява в специална нагревателна камера. Много от изкуствените влакна се произвеждат с голяма дължина, често достигаща километри. След това могат да се преработят в този си вид или да се нарежат и да се преработят по пътя на естествените влакна.

## История
До началото на 18 век трудоемката текстилна промишленост се развива предимно чрез импровизирани начини в занаятчийници. Дълго време лидерите по производство на естествени влакна и изделия от тях са гъстонаселените райони на Изток (Персия, Китай, Египет). Текстилните продукти от тези страни дълго време са важен предмет на търговия с Европа. С изобретяването на предачната машина от Ричард Аркрайт и други изобретения, производството на памучни тъкани се механизира, което стимулира началното на Индустриалната революция във Великобритания. Впоследствие се образуват и важни европейски центрове на текстилната промишленост, които работят главно с вносно оборудване.
Към края на 19 век все повече се разпространяват изкуствените влакна, сред които най-известни стават вискозата, найлона и ликрата. Колониалните сили, като например Великобритания, забогатяват особено, тъй като внасят ценни суровини от колониите си и произвеждат скъпа продукция. Впоследствие техният обем на производство е задминат от по-евтините азиатски производители.
Първата текстилна фабрика в България е открита през 1834 г. от Добри Желязков в Сливен.